# Гаганьян-4
«Гаганьян-4» (англ. Gaganyaan-4, хинди गगनयान-4) — первый пилотируемый космический корабль Индии серии «Гаганьян». Запуск миссии планируется на I квартал 2027 года.

## Миссия
Планируется, что миссия продемонстрирует возможности пилотируемых космических полётов, отправив экипаж на орбиту высотой 400 км на 7 дней. В январе 2020 года в Hindustan Times Анонна Датт цитирует К. Сивана, тогдашнего председателя ISRO, который сказал:

Мы разрабатываем миссию для трёх человек, которые отправятся на низкую околоземную орбиту на семь дней. Однако, отправим ли мы двух человек или одного человека и проведут ли они семь дней на орбите или один, будет решено [после] беспилотных полётов.

В октябре 2023 года было объявлено, что первый пилотируемый полёт состоится после трёх беспилотных миссий пилотируемого LVM-3. Запуск запланирован на 2025 год, а капсула приземлится в Индийском океане.

## Экипаж
Имена астронавтов программы «Гаганьян» были объявлены 27 февраля 2024 года. Ими стали Прашант Балакришнан Наир, Ангад Пратап, Аджит Кришнан и Шубханшу Шукла. Те, кто будет отобран для первого космического полёта, будут из этого пула квалифицированных астронавтов, и Шубханшу Шукла полетит на МКС весной 2025 года. Предполагается, что в этой миссии примут участие один или два члена экипажа.

## Космический корабль

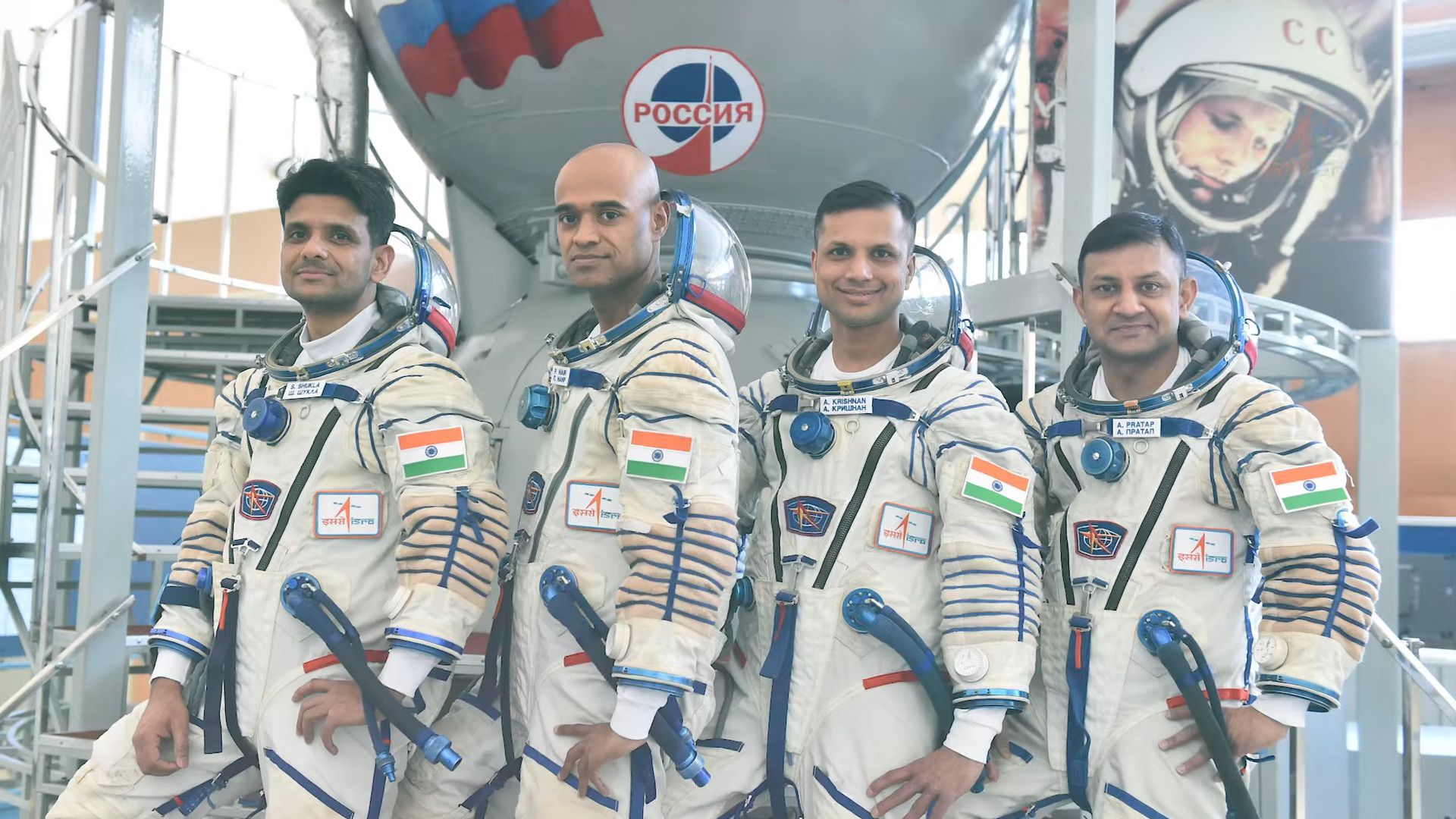
Первый отряд астронавтов Индии в Центре подготовки космонавтов имени Ю. А. Гагарина, слева направо: Шукла, Наир, Кришнан и Пратап

«Гаганьян» (англ. Gaganyaan, хинди गगनयान) — индийский пилотируемый космический корабль, предназначенный для осуществления индийской программы пилотируемых космических полётов. Космический корабль проектируется для перевозки трёх человек, а запланированная модернизированная версия будет оснащена возможностями сближения и стыковки. В своей первой пилотируемой миссии в значительной степени автономная 5,3-тонная капсула Индийской организации космических исследований (ISRO) будет вращаться вокруг Земли на высоте 400 км в течение семи дней с экипажем из двух или трёх человек на борту. Первую пилотируемую миссию первоначально планировалось запустить на ракете LVM-3 в декабре 2021 года. По состоянию на лето 2025 года ожидается, что запуск первой пилотируемой миссии состоится в 2027 году.

## Ракета-носитель
LVM-3 — трёхступенчатая ракета-носитель среднего класса, разработанная Индийской организацией космических исследований (ISRO). Изначально предназначенная для запуска спутников связи на геостационарную орбиту, она также предназначена для запуска пилотируемых миссий в рамках Индийской программы пилотируемых космических полётов. LVM-3 имеет большую грузоподъёмность, чем её предшественник, GSLV.

## История

Ракета-носитель LVM-3

«Гаганьян» — это текущая программа Индийской организации космических исследований (ISRO) по разработке технологий, необходимых для запуска пилотируемых космических кораблей на низкую околоземную орбиту. Первый беспилотный полёт, названный «Гаганьян-1», запланирован к запуску в декабре 2024 года, ещё два беспилотных полёта, названные «Гаганьян-2» и «Гаганьян-3», запланированы к запуску в 2025 году, за которыми последует первый пилотируемый полёт «Гаганьян-4», запланированный к запуску в 2027 году на ракете-носителе LVM-3.
До объявления проекта «Гаганьян» в августе 2018 года пилотируемые космические полёты не были приоритетом для ISRO, но космическое агентство работало над смежными технологиями с 2007 года и провело эксперимент по возвращению пилотируемого модуля в атмосферу и тест аварийного отключения площадки для этой миссии. В декабре 2018 года правительство одобрило ещё 100 миллиардов рупий (1,5 миллиарда долларов США) на 7-дневный пилотируемый полёт 2–3 астронавтов.
В случае успешной миссии Индия станет четвёртой страной, которая осуществит самостоятельный пилотируемый космический полёт после СССР/России, США и Китая. После проведения первых пилотируемых космических полётов агентство намерено начать программу космической станции, пилотируемых высадок на Луну и пилотируемых межпланетных миссий в долгосрочной перспективе.

## Международное сотрудничество
ISRO, Министерство космоса и Индийский национальный центр содействия и авторизации космической деятельности (IN-SPACe) совместно с Voyager Space договорились о меморандуме о взаимопонимании с целью изучения возможности использования космических кораблей «Гаганьян» для транспортировки экипажа на запланированную космическую станцию Starlab.